# Alessandro Della Valle
Alessandro Della Valle (ur. 8 czerwca 1982 w Borgo Maggiore) – sanmaryński piłkarz występujący na pozycji obrońcy, reprezentant San Marino w latach 2002–2017.

## Kariera klubowa
Grę w piłkę nożną rozpoczął w akademii San Marino Calcio. W 2002 roku przeszedł do SS Folgore/Falciano, gdzie rozpoczął karierę na poziomie seniorskim w Campionato Sammarinese. Przed sezonem 2003/04 został zawodnikiem włoskiego Tropicalu Coriano, z którym występował przez trzy lata na poziomie Promozione Emilia-Romagna. Po spadku do Prima Categoria Emilia Romagna opuścił zespół i w latach 2003–2011 grał w innych klubach z Promozione Emilia-Romagna: Tropicalu Coriano (2003–2006 i 2009–2010), Marignano Calcio, USD Scot Due Emme, PD Fontanelle oraz ACD Sanvitese.
Przed sezonem 2011/12 Della Valle został zawodnikiem klubu ASD Sant'Ermete 1970, które połączyło się z ACD Sanvitese, przejmując jego licencję na grę w Promozione. W latach 2012–2016, dzięki zezwalającym na to przepisom FSGC, był oficjalnie zarejestrowany jako piłkarz SS Folgore/Falciano, jednak nie rozegrał w jego barwach żadnego meczu. W sezonie 2012/13 spadł z ASD Sant'Ermete 1970 do Prima Categoria Emilia Romagna, z której po roku awansował z powrotem do Promozione. We wrześniu 2013 roku otrzymał ofertę gry w Polonii Warszawa prowadzonej przez Piotra Dziewickiego (IV liga), jednak odrzucił ją ze względów rodzinnych i zawodowych. W latach 2016–2018 występował w AC Juvenes/Dogana, po czym zakończył karierę zawodniczą.

## Kariera reprezentacyjna
21 maja 2002 Della Valle zadebiutował w reprezentacji San Marino w towarzyskim meczu z Estonią w Serravalle (0:1). W spotkaniu tym pojawił się na boisku w 77. minucie, zastępując Michele Maraniego. W jego drugim wytępie San Marino 28 kwietnia 2004 pokonało 1:0 Liechtenstein, odnosząc jedyne dotychczasowe zwycięstwo na arenie międzynarodowej. W 2006 roku zagrał w przegranym 0:13 meczu z Niemcami w eliminacjach Mistrzostw Europy 2008. Jest najwyższa w historii porażka reprezentacji San Marino, a także najwyższa przegrana w spotkaniu o punkty w strefie UEFA. We wrześniu 2013 roku w meczu przeciwko Polsce (1:5) zdobył swoją jedyną bramkę w drużynie narodowej. Był to pierwszy gol sanmaryńczyków w meczach kwalifikacyjnych od 11 października 2008. Ogółem w latach 2002–2017 Della Valle rozegrał w reprezentacji 65 spotkań (64 zakończyły się porażką) i zdobył 1 bramkę.

### Bramki w reprezentacji
| Lp. | Data             | Miejsce                        | Przeciwnik | Bramka | Rezultat | Ranga meczu                       |
| --- | ---------------- | ------------------------------ | ---------- | ------ | -------- | --------------------------------- |
| 1.  | 10 września 2013 | Stadion Olimpijski, Serravalle | Polska     | 1:1    | 1:5      | Eliminacje Mistrzostw Świata 2014 |

## Kariera trenerska
Przed sezonem 2020/21 rozpoczął pracę na stanowisku asystenta trenera Andy'ego Selvy w SS Pennarossa.

## Życie prywatne
Della Valle mieszka w Faetano. Jest przedstawicielem handlowym, pracuje w firmie Ceramica del Conca, która sprzedaje wyroby ceramiczne.